# Tatochila theodice
La mariposa blanca  (Tatochila theodice) es una especie  de lepidóptero ditrisio  de la familia Pieridae endémica de Chile.
De color blanco generalizado, con pequeñas zonas blancas rodeadas de negro en el borde de las alas.
Se distribuye en Chile, entre la Región de Tarapacá y el norte de la Región de los Lagos.